# عادل الذويب
عادل الذويب هو لاعب كرة قدم سعودي يلعب في نادي اللواء.

## مسيرة اللاعب
مثل نادي الجبلين في الفئات السنية وصعد للفريق الأول في عام 2017 ولعب بعدها مع نادي الطائي ونادي الجبلين ونادي الشعلة ونادي النهضة ونادي الريان ونادي العلا ونادي اللواء.